# Mysón z Chén
Mysón z Chén (řecky Μύσων ὁ Χηνεύς, 7./6. století př. n. l.) byl starořecký myslitel, kterého delfská věštírna prohlásila za nejmoudřejšího z mužů. Bývá někdy řazen mezi tzv. sedm mudrců archaického Řecka.

## Život
Zachovalo se jen velmi málo hodnověrných zpráv o jeho osobě. Údajně se narodil a žil v jinak neznámé malé obci, jež se nazývala Chén či Chény. Není jednoty v tom, kde se nalézala: podle jedněch někde na Oitě, což je horstvo na hranicích střední Helady a Thesálie, dle jiných v Lakónii. Další starověcí autoři však tvrdili, že Mysón pocházel z Arkádie, popř. z obce Étis v Lakónii nebo na Krétě. Patrně byl současníkem Solóna a Cheilóna, se kterými se setkal; z toho lze soudit, že žil na přelomu 7. a 6. století př. n. l.
Byl prý synem samovládce, ale žil venkovským životem v malém a chudém městečku a živil se jako rolník prací svých rukou. „Zdatným byl pak proto, že se náležitě staral o svůj dům, správně pečoval o svou půdu, zařídil si rozumný sňatek, vybraně vychoval syna." Dle starověkých zpráv ho v Chénu navštívili někteří mudrci (uváděni jsou Anacharsis, Solón, Cheilón) a zastihli jej při úpravách zemědělského nářadí, které v předstihu připravoval pro období polních prací.
Dle jiné tradice Mysón nenáviděl lidi. „Viděli ho totiž v Lakedaimonu, jak se o samotě smál sám pro sebe. Když pak kdosi znenadání k němu přistoupil a otázal se ho, proč se směje, ač nikdo není přítomen, odpověděl, že právě proto."
Zemřel ve věku 97 let.

## Mudrc
Mezi sedm mudrců ho zařadil Platón v dialogu Prótagoras. Je pravděpodobné, že byl ovlivněn výrokem delfské věštírny, která prohlásila Mysóna za nejmoudřejšího z mužů. Protože však byl jinak málo známý, pozdější autoři ho často ze seznamu sedmi mudrců vylučovali a nahrazovali jej nějakou známější osobností.
Dochované výroky:
- Lidé by měli být připraveni, aby mohli jednat, nikoli se připravovat až během konání, jak pravil Mysón, který to prý pronesl k mudrci Chilónovi, když si v zimě zhotovoval vidle na zrní.[11]
- Nesmíme soudit činy podle slov, nýbrž slova podle činů.[12]

Diogenés Laertios zaznamenal delší verzi tohoto výroku:
- Říkával, že se nemají posuzovat činy podle slov, nýbrž slova podle činů, neboť prý se neuskutečňují činy pro slova, nýbrž slova se tvoří pro činy.[8]